# اموری لئون چافی
 اموری لئون چافی (انگلیسی: Emory Leon Chaffee؛ زاده ۱۵ آوریل ۱۸۸۵ – درگذشته ۸ مارس ۱۹۷۵) یک فیزیک‌دان و مهندس اهل ایالات متحده آمریکا بود.